# 尖削箭竹
尖削箭竹（学名：Fargesia acuticontracta）为禾本科箭竹属下的一个种。

## 扩展阅读
- 維基物種上的相關：尖削箭竹